# Victoria Horne
Victoria Horne (New York, 1º novembre 1911 – Beverly Hills, 10 ottobre 2003) è stata un'attrice statunitense.

## Vita privata
Dal 1950 al 1978 (morte del marito) è stata sposata con l'attore Jack Oakie.

## Filmografia parziale
- La donna fantasma (Phantom Lady), regia di Robert Siodmak (1944)
- Secret Agent X-9, regia di Lewis D. Collins e Ray Taylor (1945) - serial
- Cieli azzurri (Blue Skies), regia di Stuart Heisler (1946)
- Mia moglie capitano (Suddenly, It's Spring), regia di Mitchell Leisen (1947)
- Il fantasma e la signora Muir (The Ghost and Mrs. Muir), regia di Joseph L. Mankiewicz (1947)
- Gianni e Pinotto e l'assassino misterioso (Abbott and Costello Meet the Killer, Boris Karloff), regia di Charles Barton (1949)
- Cuckoo on a Choo Choo, regia di Jules White (1952) - cortometraggio